# Scavenger's daughter

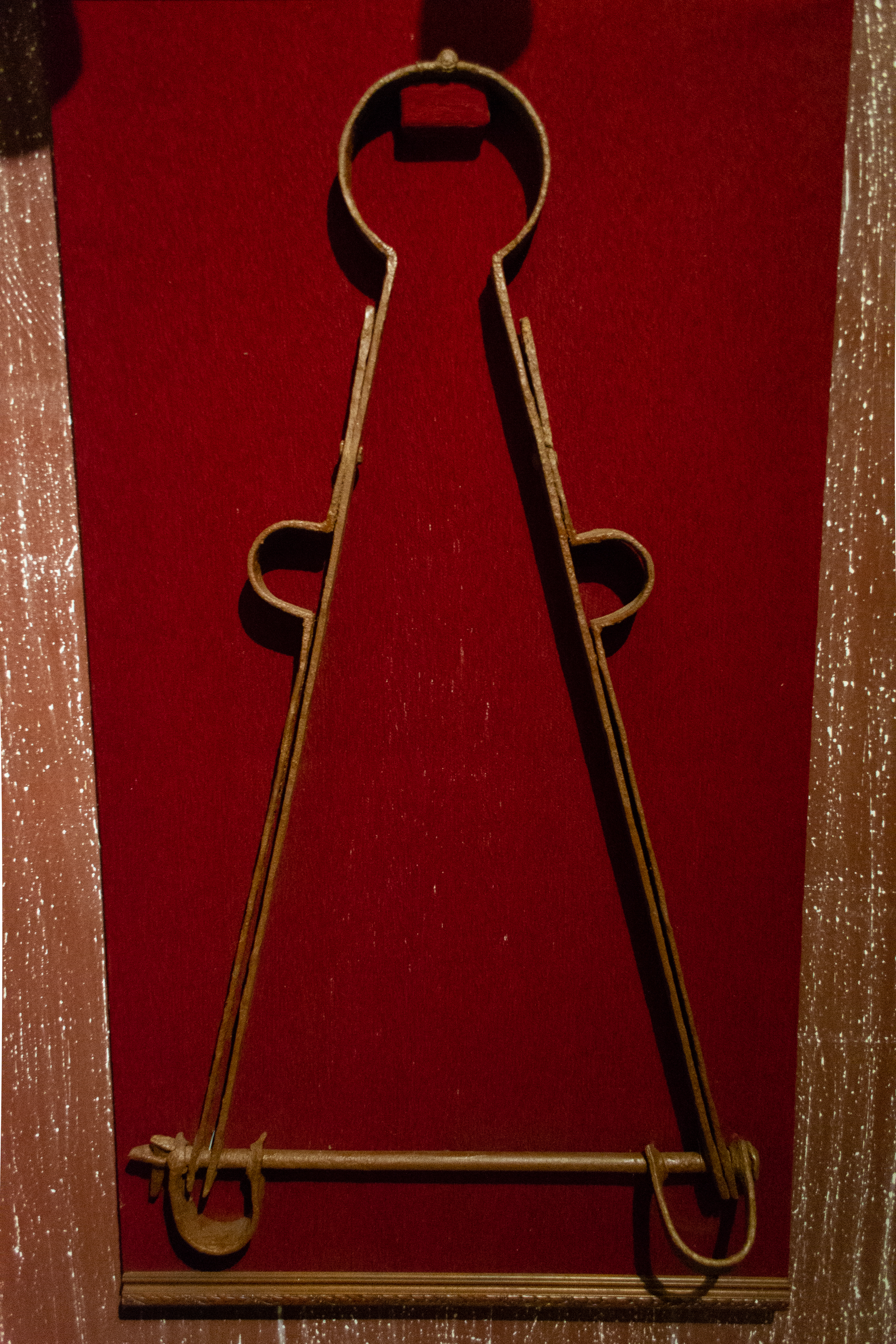
Scavenger's daughter.

Scavenger's daughter var ett tortyrredskap, uppfunnet i 1500-talets England och använt i Towern i London.
Instrumentet vred och kramade kroppen så kraftigt att blodet trängde ut genom näsa och öron. Det uppfanns 1555-1565 och är uppkallat efter sin upphovsman Leonard Skevington som var tillsyningsman på Towern under Henrik VIII av England.